# Place des Antilles
La place des Antilles est une voie située dans le quartier Sainte-Marguerite du 11e arrondissement de Paris, en France.

## Origine du nom

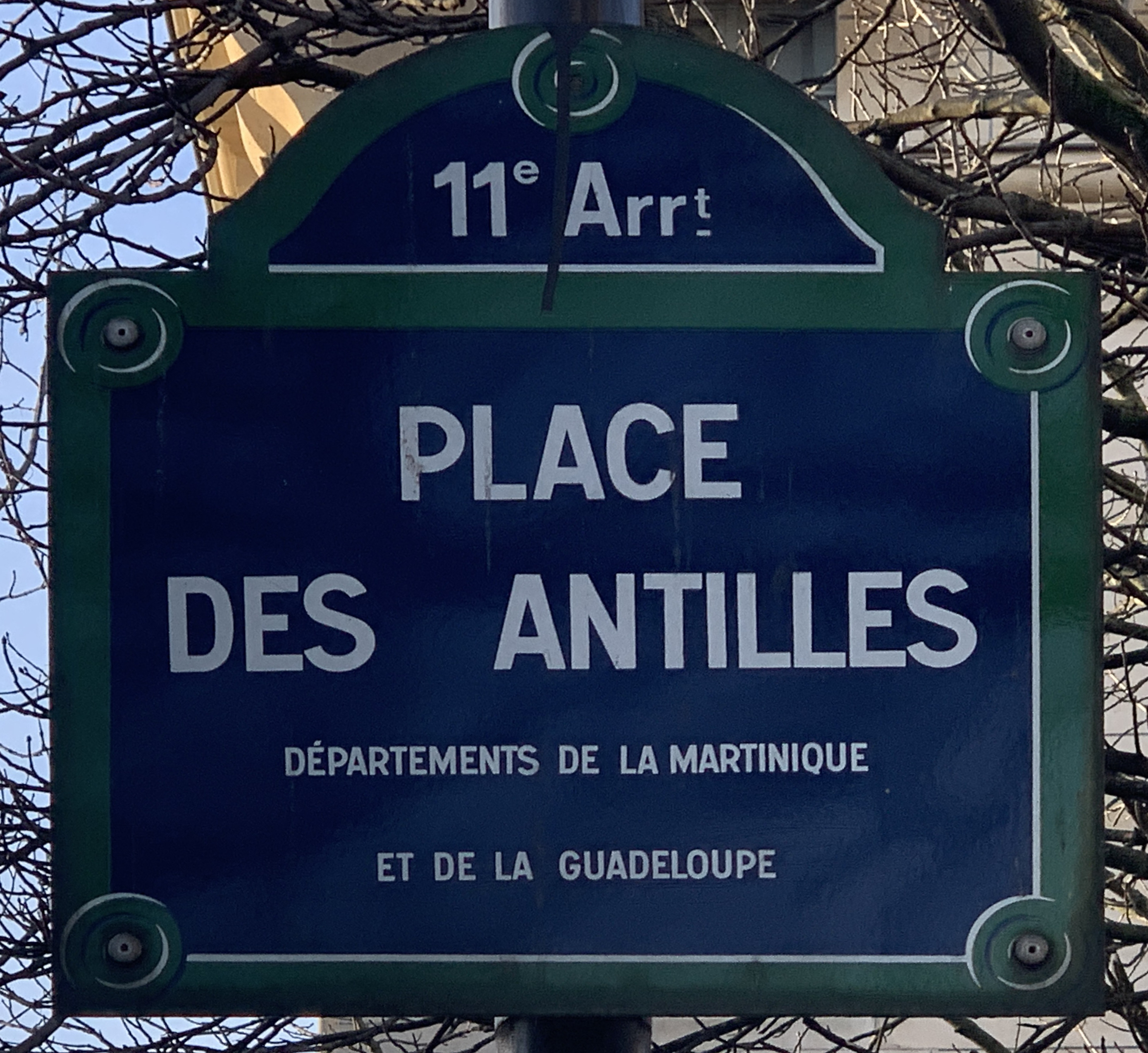
Plaque de la place.

Elle est ainsi dénommée en hommage aux Antilles françaises.

## Historique
L'espace de cette place est créé lors de l'ouverture de l'avenue du Trône pour accueillir les colonnes du Trône, au XVIIe siècle, et prend son nom actuel en 1986 lors de sa délimitation administrative au pied de la colonne et du pavillon de Saint-Louis qu'elle entoure. L’espace entourant le bâtiment sud, dans le 12e arrondissement de Paris, a reçu le nom de place de l'Île-de-la-Réunion au même moment.

## Bâtiments remarquables et lieux de mémoire
- Le pavillon et la colonne de Saint-Louis (située au nord) de la barrière du Trône.